# General Officers of World War I
General Officers of World War I (Generäle des Ersten Weltkriegs) ist ein Gemälde von John Singer Sargent (1856–1925) aus dem Jahr 1922. Es befindet sich heute in der National Portrait Gallery in London. John Singer Sargent galt als der bedeutendste US-amerikanische Porträt-Maler seiner Zeit. Die ursprüngliche Bezeichnung für das Gemälde war Some General Officers of the Great War (Einige Generäle des Großen Krieges).

## Vorgeschichte
Kurz nach Ende des Ersten Weltkriegs gab der südafrikanische Finanzier Abraham Bailey (1864–1940) bei der National Portrait Gallery in London drei lebensgroße Gruppenporträts in Auftrag, die die große Bedeutung der Armee, der Marine und der Politiker Großbritanniens für den Sieg im Weltkrieg würdigen sollten. Bailey bot an, 5000 £ (heute etwa 310.000 £) für jedes der drei Gemälde zu zahlen und sie nach der Fertigstellung der National Portrait Gallery als Schenkung zu überlassen. Der Vorsitzende des Kuratoriums, Harold Arthur Lee-Dillon, wandte sich daraufhin im Dezember 1918 an John Singer Sargent und fragte ihn, ob er trotz seiner geäußerten Absicht, sich von der Porträtmalerei zurückzuziehen, bereit wäre, eines dieser Bilder zu übernehmen. Lee-Dillon betonte, dass dieser Auftrag der wichtigste seiner Art wäre, der jemals der Galerie gemacht worden war. Daher werde man auch mit einer Regel brechen und Porträts lebender Prominenter ausnahmsweise zulassen. Obwohl Bailey die Gemälde selbst bezahlen würde, überließe er dem Kuratorium des Museums die Entscheidung, welche Personen porträtiert werden sollten und welche Künstler die Arbeiten ausführen würden. Die Marine- und Militärgruppen sollten jeweils etwa zwanzig und die Gruppe der Staatsmänner etwa fünfzehn Figuren umfassen. 
Sargent antwortete wenige Tage später Lee-Dillon, dass er mit großem Bedauern das Angebot ablehnen müsse. Er sei vom Museum of Fine Arts in Boston mit der Gestaltung einer Wanddekorationen eines öffentlichen Gebäudes beauftragt worden, weshalb er die nächsten zwei bis drei Jahre in Übersee verbringen werde. Lord Dillon bat Sargent, seine Entscheidung zu überdenken, betonte die historische Bedeutung der Gruppenporträts und versicherte ihm, dass er bei der Auswahl des Gemäldes und Ausführung absolut freie Hand haben würde. Nachdem Sargent garantiert worden war, dass er die Arbeit an dem Gemälde seinen anderen Verpflichtungen anpassen und mit Unterstützung bei den vorzunehmenden Sitzungen rechnen könne, nahm er Anfang Januar 1919 den Auftrag an und beschloss, ein Gruppenporträt mit den führenden Generälen des Ersten Weltkriegs zu malen. Obwohl Sargent den Auftrag als Belastung empfand und einen Fehlschlag befürchtete, widmete er sich mit ganzer Kraft der Aufgabe. Für die beiden anderen Gemälde konnten auch bald zwei Porträtisten gefunden werden. James Guthrie (1859–1930) malte Statesmen of World War I und Arthur Stockdale Cope (1857–1940) schuf Naval Officers of World War I. Alle drei Gruppenporträts sind noch heute Teil der Sammlung der National Portrait Gallery.

## Vorarbeiten

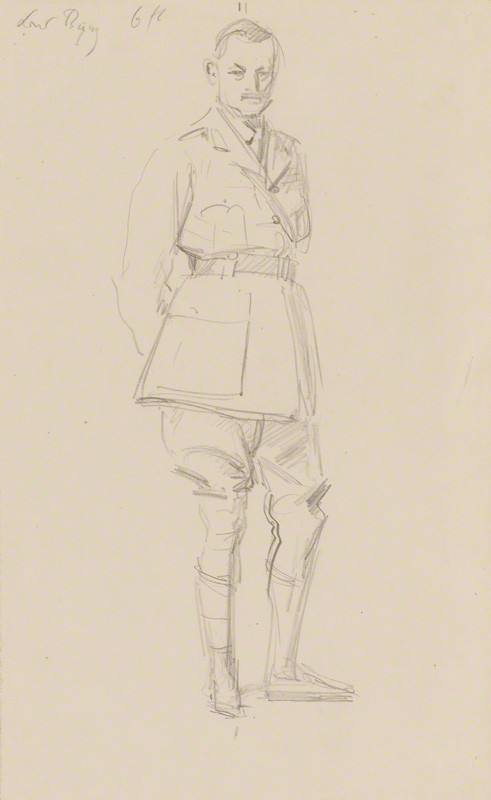
Skizze von Julian Byng, 1. Viscount Byng of Vimy

James Milner, der Direktor der National Portrait Gallery, organisierte für Sargent erste Sitzungen mit den Generälen, so dass dieser vorbereitende Arbeiten verrichten konnte, bevor er im Mai 1919 nach Amerika reiste. Als er im Juli 1920 nach England zurückkehrte, fertigte er weitere Skizzen und Porträtstudien an. Schwierigkeiten ergaben sich dadurch, dass für einige der Generäle keine Sitzungen mehr vereinbart werden konnten. Sowohl Frederick Stanley Maude als auch Louis Botha waren gestorben, bevor Sargent mit der Arbeit an dem Gemälde begann. Es ist nicht bekannt, wie Maudes posthumes Porträt entstanden ist. Für Botha orientierte sich Sargent an Guthries Büstenporträt, das dieser für das Gemälde der Staatsmänner angefertigt hatte. Das Porträt von Andrew Hamilton Russell musste Sargent anhand eines Zeitungsausschnitts entwerfen, da Russell zu den vereinbarten Sitzungsterminen krank oder abwesend gewesen war. Wahrscheinlich hat Sargent aufgrund dieser Unzulänglichkeit Russell in die hintere Reihe positioniert.
Von Januar bis Oktober 1921 hielt sich Sargent wieder in Amerika auf und arbeitete an seinem Wandgemälde. Die genaue Chronologie der einzelnen Sitzungen lässt sich nicht mehr genau rekonstruieren. Zahlreiche Studien in Ölfarbe dürften aber zwischen 1919 und 1921 entstanden sein. Sargent fertigte auch Bleistiftzeichnungen an, in denen er die Posen der Porträtierten ausarbeitete. Häufig notierte er sich die Körpergröße des Dargestellten. Die Ölstudien der meisten Generäle sind in verschiedenen Sammlungen erhalten geblieben und siebzehn Bleistiftzeichnungen befinden sich in der National Portrait Gallery. 

### Porträtstudien (Auswahl)

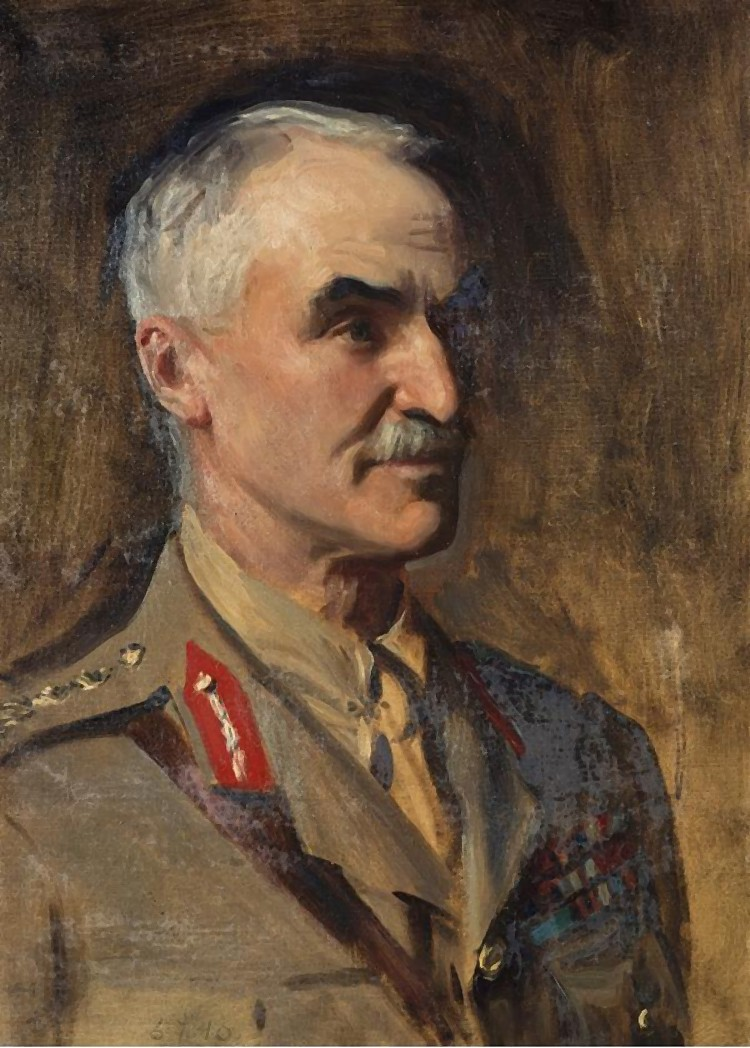
Henry Horne, 1. Baron Horne
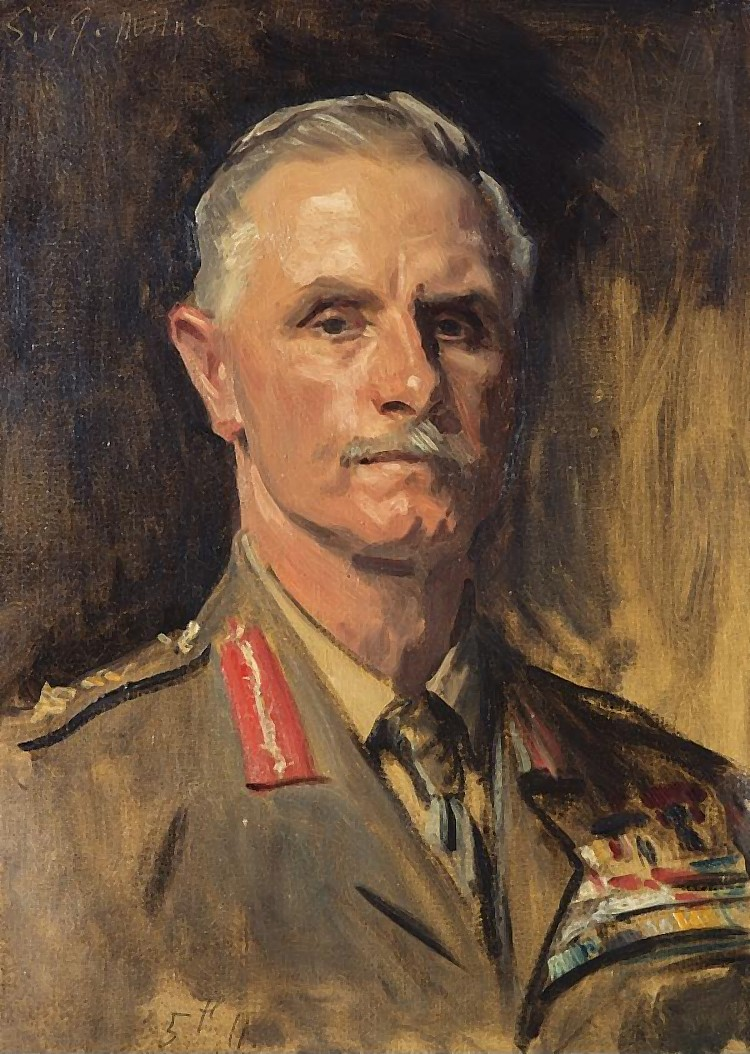
George Milne, 1. Baron Milne
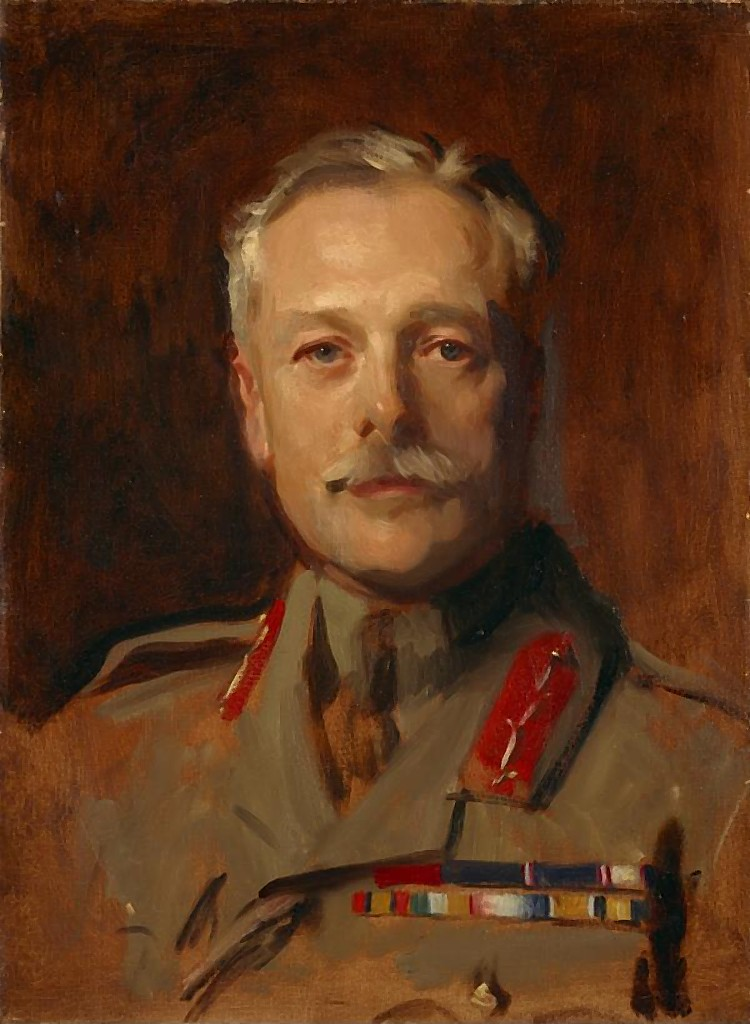
Douglas Haig, 1. Earl Haig
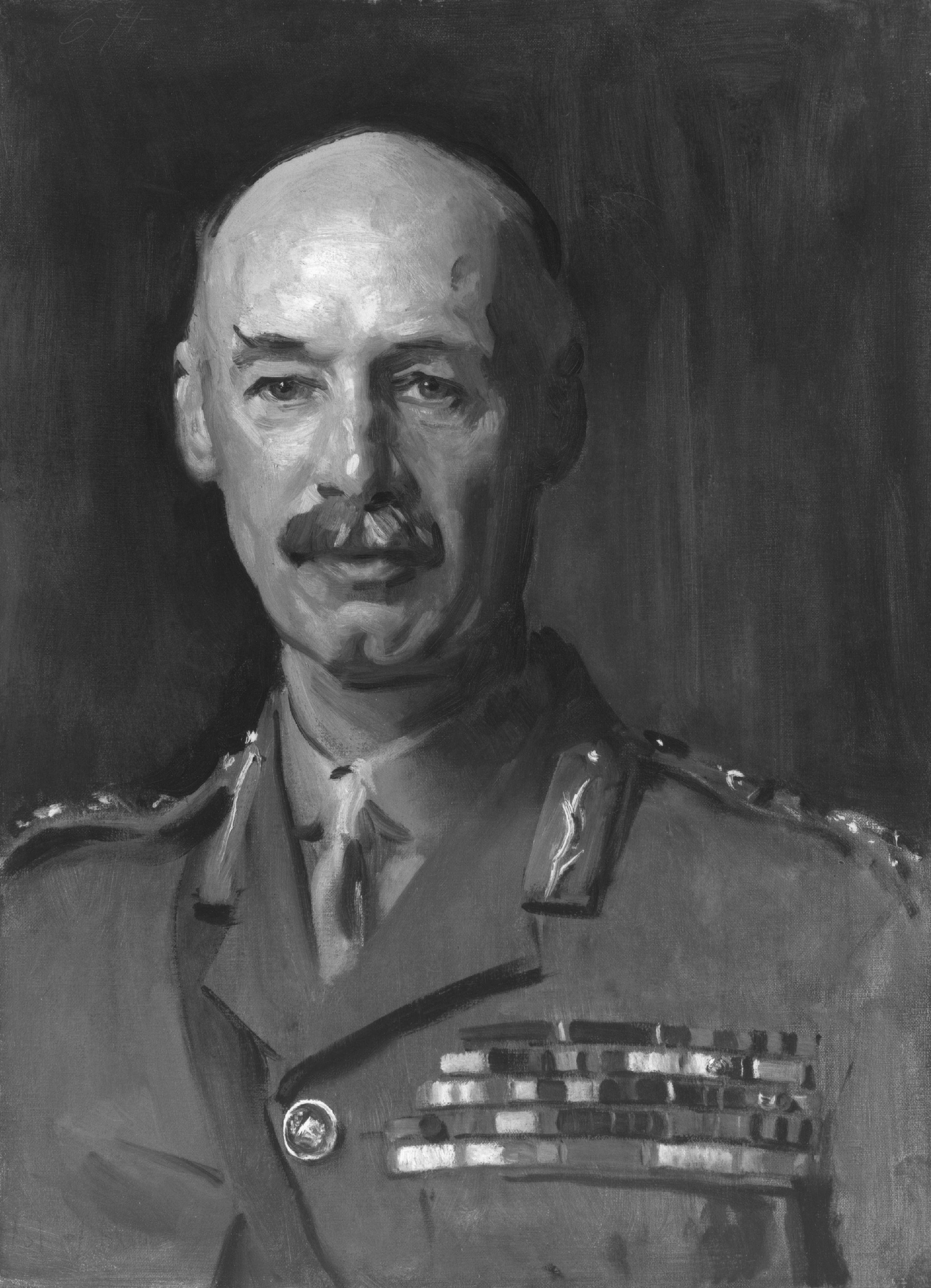
Henry Rawlinson, 1. Baron Rawlinson
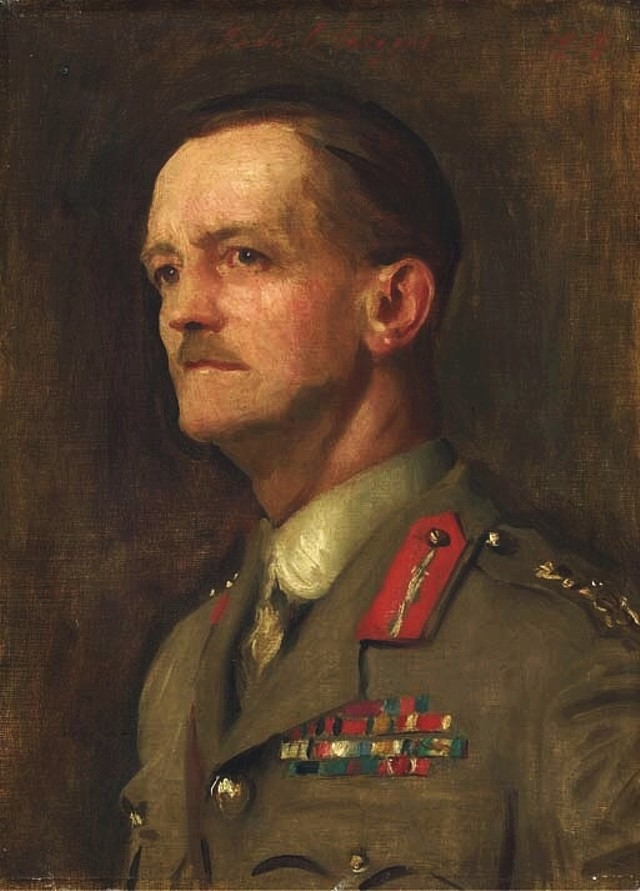
Charles Macpherson Dobell

## Fertigstellung

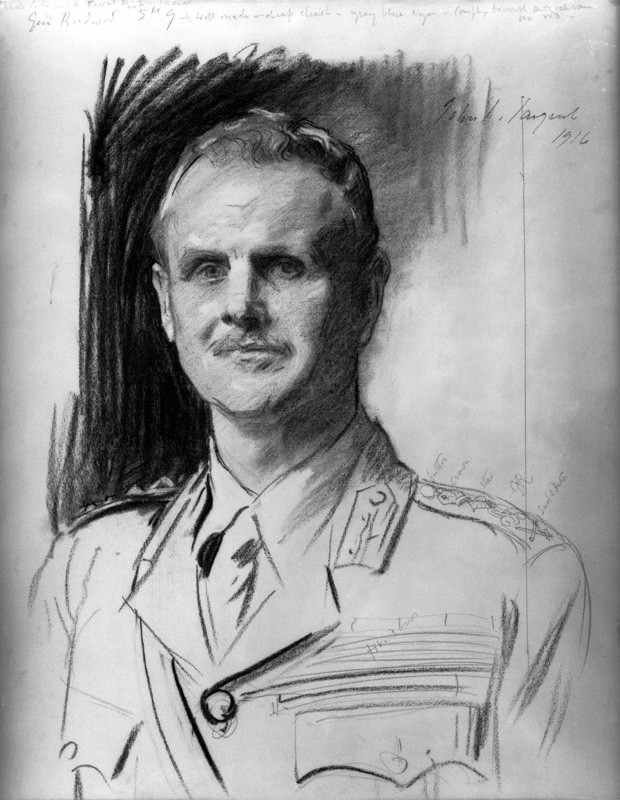
Skizze von William Birdwood, 1. Baron Birdwood

Nach seiner Rückkehr nach London im Herbst 1921 arbeitete Sargent weiter an dem Gruppenporträt, wurde aber durch das schlechte Winterlicht und den langanhaltenden Nebel behindert. Sargent hatte offenbar große Probleme, ein Gesamtkonzept für die Positionierung der Generäle und den umgebenden Raum zu entwickeln. Nach eigener Aussage wurde er durch die Vorstellung behindert, dass sich die Dargestellten nie an einem bestimmten Ort versammelt hatten. Daher habe er keinen Hintergrund als Vorlage und müsse die Generäle wie in einem Vakuum malen. Im Gegensatz zu Cope und Guthrie, die die Admirale und die Staatsmänner in ihren Porträts lebhaft und in Bezug zueinander arrangierten, entschloss sich Sargent, kein ähnliches Erzählmotiv einzuführen. Er gruppierte vielmehr die Einzelporträts nebeneinander, ohne eine Beziehung zwischen den Figuren herzustellen.
Die Generäle sind etwa auf einer Linie stehend dargestellt, mit ihren Köpfen alle auf einer ähnlichen Ebene, vor einem neutralen, architektonischen Hintergrund. Dieser Raum mit seinen großen klassischen Sockeln und kannelierten Säulen ist mit ziemlicher Sicherheit eine Erfindung des Künstlers. Die Generäle selbst sind alle einheitlich in Khaki-Dienstkleidung dargestellt und tragen Säbel und Sporen. Die Generalfeldmarschälle sind an ihren Marschallstäben zu erkennen. Die Rangordnung der Dargestellten spiegelt sich in ihrer Position wider. Im Zentrum stehen die beiden Oberbefehlshaber an der Westfront, John French rechts und sein Nachfolger Douglas Haig links. Auf der linken Seite des Bildes sind u. a. Armeekommandeure der Westfront und der Chef des Generalstabes Henry Hughes Wilson abgebildet. Sargent konnte das Gemälde im Verlauf des Jahres 1922 fertigstellen. Im selben Jahr wurde es in der Royal Academy ausgestellt. Anschließend brachte man es in die National Portrait Gallery, wo es ohne Unterbrechung bis in die Gegenwart ausgestellt war. Heute befindet sich das Werk zusammen mit den beiden anderen Gruppenporträts in Raum 31 (Britain 1914–59).

## Die Generäle des Großen Krieges

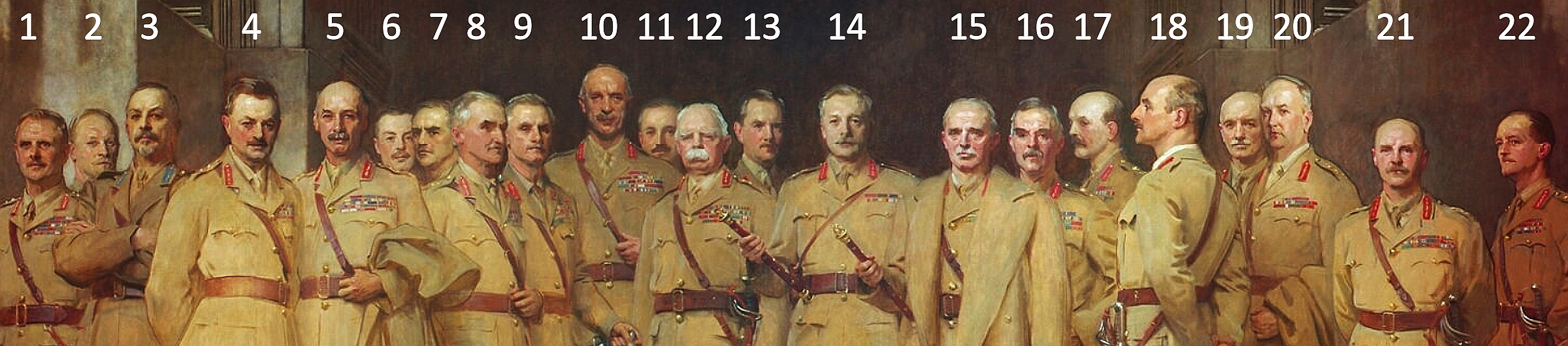
Detail mit den abgebildeten Generälen

Von links nach rechts abgebildet sind:
1. Field Marshal William Birdwood, 1. Baron Birdwood (Kommandeur des Australian and New Zealand Army Corps von 1914 bis 1916 und der British Fifth Army 1918)
2. Field Marshal Jan Smuts (Kommandeur der Streitkräfte in Britisch-Ostafrika 1916)
3. General Louis Botha (Kommandeur in Südwestafrika)
4. Field Marshal Julian Byng, 1. Viscount Byng of Vimy (Kommandeur der British Third Army von 1917 bis 1918)
5. General Henry Rawlinson, 1. Baron Rawlinson (Kommandeur der British Fourth Army von 1916 bis 1918)
6. Major-General Sir Henry Lukin (Kommandeur der 1. South African Infantry Brigade von 1915 bis 1916 und der 9th (Scottish) Division von 1916 bis 1918)
7. General Sir John Monash (Kommandeur des Australian Corps von 1917 bis 1918)
8. General Henry Horne, 1. Baron Horne (Kommandeur der British First Army ab 1917)
9. Field Marshal George Milne, 1. Baron Milne (Kommandeur der britischen Streitkräfte an der Salonikifront von 1916 bis 1918)
10. Field Marshal Henry Wilson, 1. Baronet (Chief of the Imperial General Staff ab Februar 1918)
11. Major-General Sir Andrew Hamilton Russell (Kommandeur der New Zealand Division von 1916 bis 1918)
12. Field Marshal Herbert Plumer, 1. Viscount Plumer (Kommandeur der British Second Army von 1915 bis 1917 und erneut 1918)
13. General Sir John Cowans (Quartermaster-General to the Forces von 1912 bis 1919)
14. Field Marshal Douglas Haig, 1. Earl Haig (Oberbefehlshaber der British Expeditionary Force in Frankreich von 1915 bis 1918)
15. Field Marshal John French, 1. Earl of Ypres (Oberbefehlshaber der British Expeditionary Force in Frankreich von 1914 bis 1915)
16. Field Marshal Sir William Robertson, 1. Baronet (Chief of the Imperial General Staff von 1915 bis 1918)
17. Lieutenant-General Sir Frederick Stanley Maude (Kommandeur der britischen Streitkräfte an der Mesopotamienfront von 1916 bis zu seinem Tod 1917)
18. Field Marshal Edmund Allenby, 1. Viscount Allenby (Kommandeur der British Third Army von 1916 bis 1917 und der Egyptian Expeditionary Force im Nahen Osten)
19. Lieutenant-General Sir William Marshall (Kommandeur der britischen Streitkräfte an der Mesopotamienfront von 1917 bis 1918)
20. General Sir Arthur Currie (Kommandeur des Canadian Corps von 1917 bis 1918)
21. Field Marshal Rudolph Lambart, 10. Earl of Cavan (Kommandeur der 10. Italienischen Armee ab 1918)
22. General Sir Charles Macpherson Dobell (Kommandeur in Kamerun von 1914 bis 1916 und anschließend im Nahen Osten bis 1917)

## Rezeption

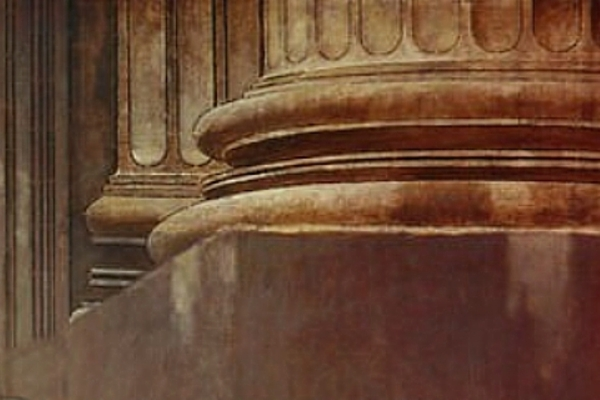
Detail mit Säulen

Bei seiner Präsentation in der National Portrait Gallery erhielt das Porträt nur mäßigen Beifall. Sargents Vorbehalte gegenüber seiner Arbeit wurden von einigen Kritikern wiederholt. Sargent habe lediglich eine Anzahl von Porträts in einem gemeinsamen Rahmen geliefert. Sargent sei es im Gegensatz zu den Arbeiten von Guthrie und Cope nicht gelungen, den Eindruck zu erwecken, dass die Generäle jemals so versammelt waren. Die Generäle stünden vollkommen isoliert voneinander. Als eine Aussage über militärische Führung sei das Bild vielleicht treffend, aber die Generäle würden wie Puppen wirken, die darauf warten, dass jemand die Fäden zieht, oder wie ein Chor, der vor das Rampenlicht tritt. Gelobt wurde die Darstellung einzelner Personen mit ihren fein gestalteten Gesichtern. Ebenso beeindruckend seien die großen Säulen mit ihren breiten Basen und kannelierten Säulenschäften. Sargent wurde daher vorgeworfen, er habe sich offenbar mehr für die Säulen interessiert als für seine Generäle. Insgesamt sei das Gemälde eine Sammlung von Porträts, aber kein Bild.

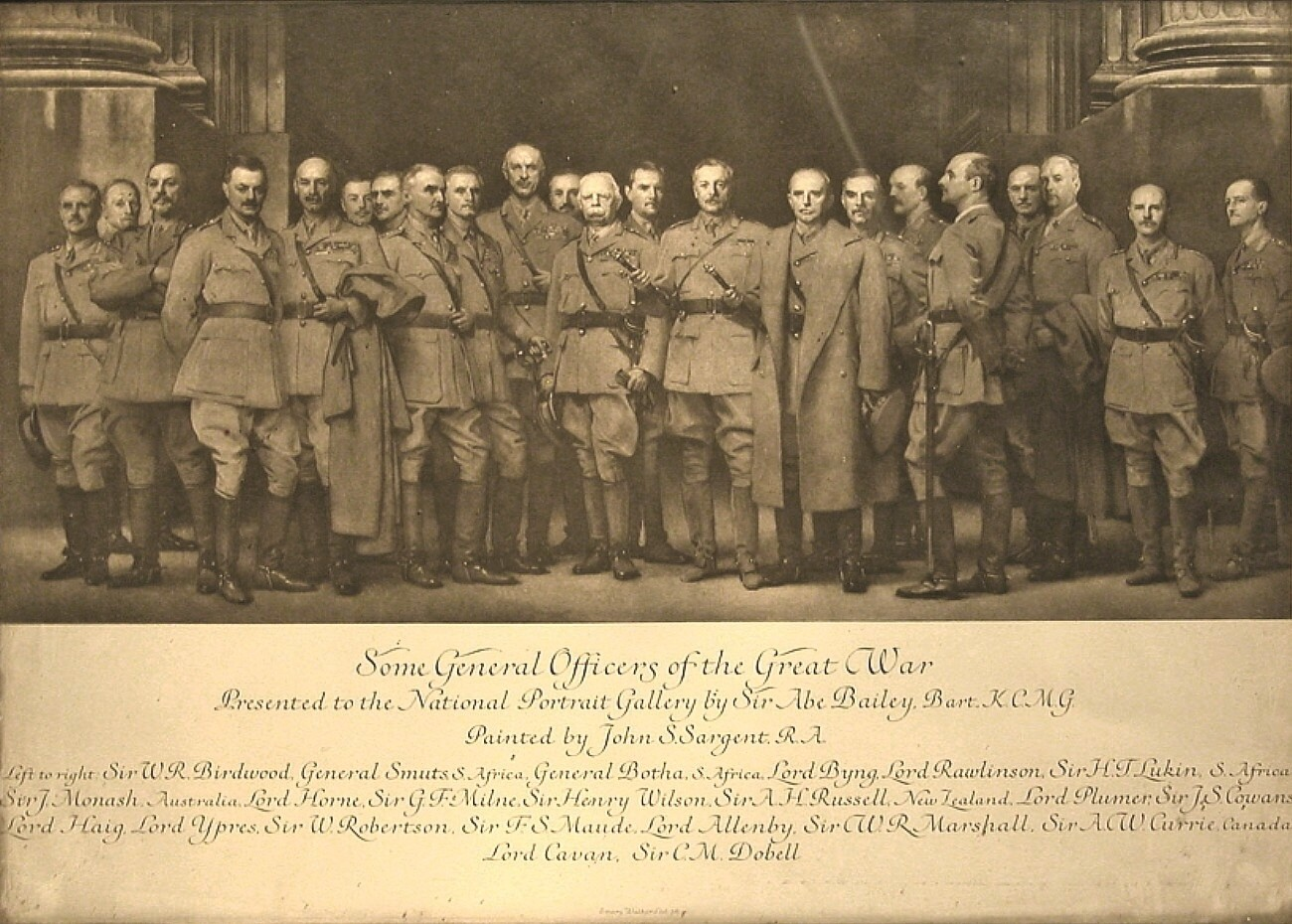
Emery Walker: Some General Officers of the Great War

Das Gruppenporträt wurde offenbar, wie von Abraham Bailey gewünscht, reproduziert und verbreitet. Eine 46 cm hohe und 31 cm breite Fotogravur befindet sich in Chartwell, dem ehemaligen Landsitz von Winston Churchill in Kent, der heute ein Museum des National Trust beherbergt. Die Schwarz-weiß-Abbildung wird mit Some General Officers of the Great War bezeichnet. Die Bildunterschrift gibt Abe Bailey als Stifter und John Singer Sargent als Künstler an.

## Weitere Gemälde aus der Serie
Abraham Bailey hatte bei der National Portrait Gallery noch zwei weitere Gruppenporträts in Auftrag gegeben:

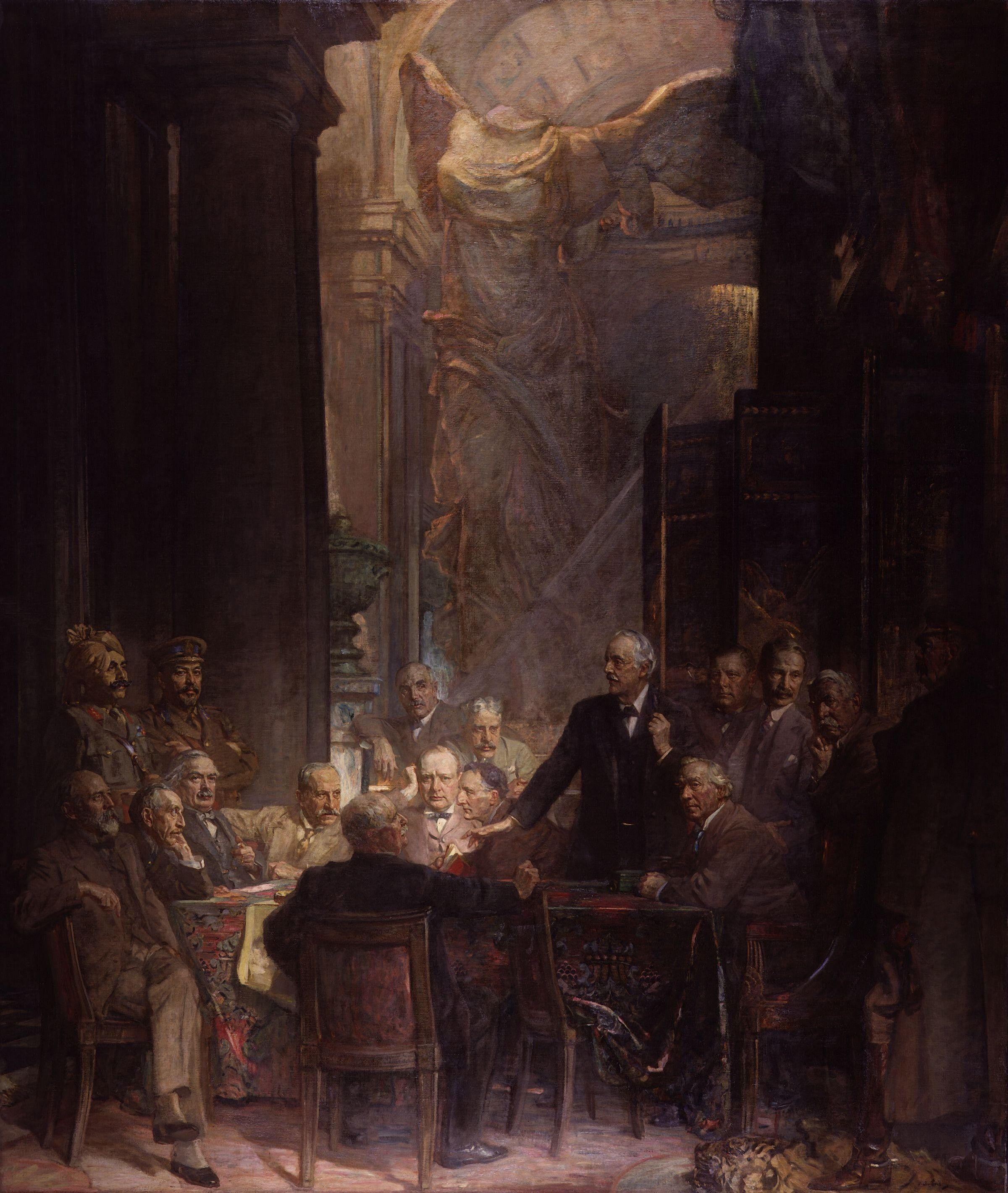
James Guthrie: Statesmen of World War I
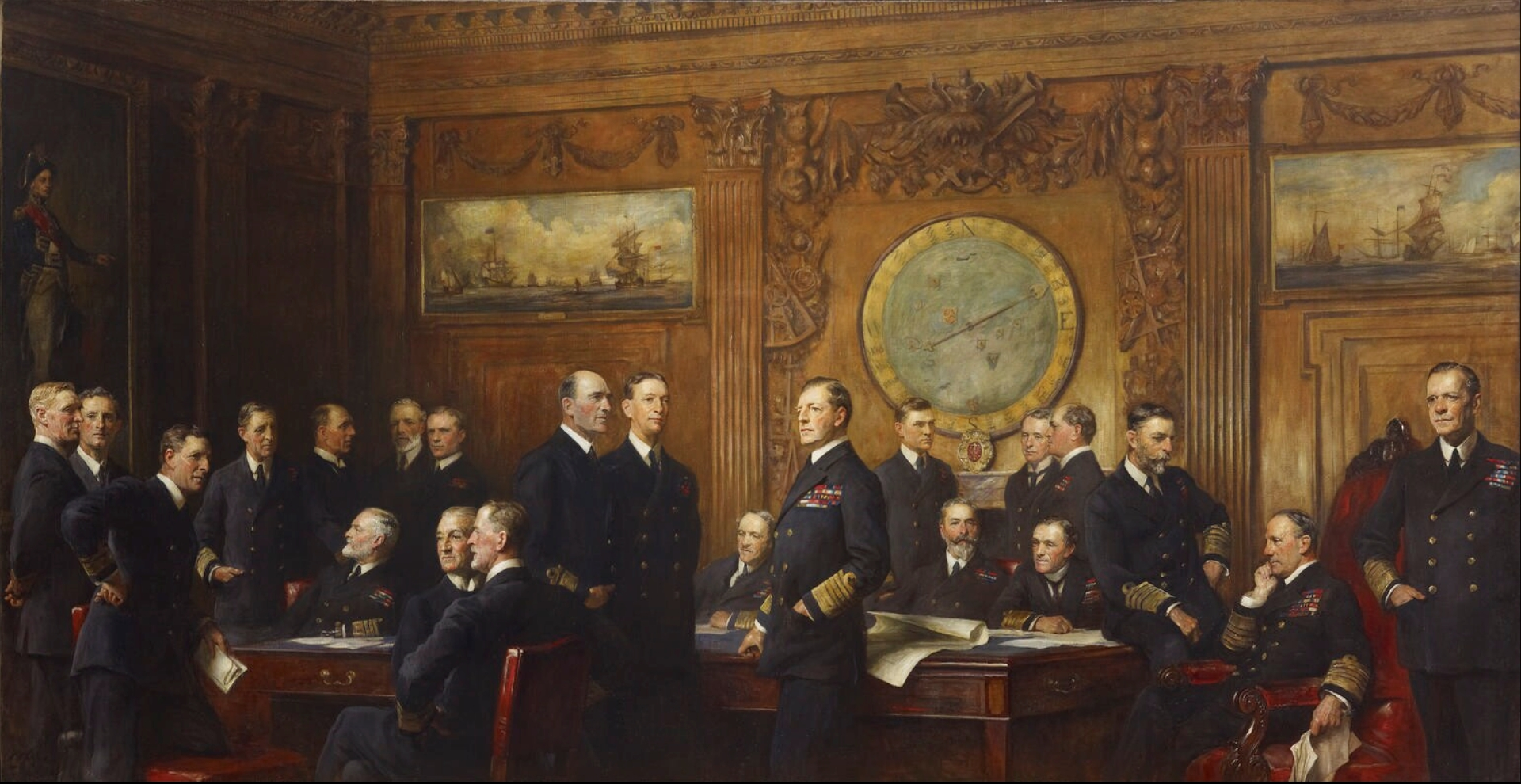
Arthur Stockdale Cope: Naval Officers of World War I